# Nelson Island (Alaska)
Nelson Island (Yupik-Sprache: Qaluyaaq) ist eine im Südwesten Alaskas gelegene Insel. Mit einer Fläche von 2136 km² ist sie die sechstgrößte im Beringmeer, die zwölftgrößte Alaskas und die fünfzehntgrößte der Vereinigten Staaten. Sie gehört zur Bethel Census Area.

## Geographie
Nelson Island befindet sich am Rande des Beringmeeres und gehört zum Yukon-Kuskokwim-Delta. Nelson Island ist 68 km lang und 32 bis 56 km breit. Von Alaskas Festland wird die Insel nur durch zwei Flüsse, den Ninglick River im Norden und den Kolavinarak River im Osten, sowie der Inlandsbucht Baird Inlet im Nordosten getrennt. Die Etolin Strait, eine Wasserstraße an der Meeresküste, trennt Nelson Island von der südwestlich gelegenen, fast doppelt so großen Insel Nunivak Island.

## Ortschaften
Auf Nelson Island liegen drei ständig bewohnte Orte, die sich alle im Südwesten an der Küste zum Beringmeer befinden. Diese sind Tununak, ein census designated place im Westen, der Hauptort Toksook Bay, der auch den Ortsteil Umkumiut südöstlich von Tununak mit einschließt, und Nightmute im Osten an einem Fluss. Zwischen Tununak und Toksook Bay existiert eine ganzjährig befahrbare Straße, ein Schneemobilweg verbindet Tununak und Nightmute im Winter. Jeder der drei Orte besitzt einen eigenen Flugplatz (Tununak Airport, Toksook Bay Airport und Nightmute Airport). Mit 590 Einwohnern (2010) ist Toksook Bay der größte Ort, die gesamte Inselbevölkerung von 1197 Einwohnern (2010) verteilt sich auf diese drei Gemeinden. Die restlichen 77 % Nelson Islands sind unbewohnt.
Der Ort Newtok auf Alaskas Festland, 4 km vom Norden der Insel entfernt, wird wegen starker Bodenerosion des Tundrabodens in der Region um Newtok in das neu errichtete Mertarvik auf Nelson Island, 14 km von Newtok entfernt, umgesiedelt.

## Ureinwohner
Die zentralalaskischen Yupik (auch Yup’ik oder Yupiit), die Ureinwohner, lebten schon 1878 auf Nelson Island (fünf Yupik und ein eingewanderter Händler), als der Naturforscher Edward William Nelson die Insel und die Einwohner für die Smithsonian Institution besuchte und studierte. Nach ihm wurde Nelson Island später benannt. Die Yupik stellen auch heute noch einen Großteil der Bevölkerung und ernähren sich vorwiegend traditionell von den Fängen der Fischerei und der Jagd auf Moschusochsen und Karibus.

## Film
Der Großteil des Films Insomnia – Schlaflos von Regisseur Christopher Nolan aus dem Jahr 2002, in dem ein Polizist (Al Pacino) den Mord an einem Mädchen aufklären muss, spielt in Nightmute auf Nelson Island. Der Film wurde jedoch nicht hier, sondern in Squamish in British Columbia (Kanada) gedreht.